# ヴラド・ペルルミュテール
ヴラド・ペルルミュテール（フランス語: Vlado Perlemuter, 1904年5月26日 - 2002年9月4日）は、フランスのピアニストである。20世紀の代表的なフランスの作曲家モーリス・ラヴェルや20世紀最大のショパン弾きであるアルフレッド・コルトーに師事したこともある。リトアニア語名ヴラド・ペルレムテリス（Vlado Perlemuteris）。

## 経歴
1904年、ポーランド系ユダヤ人として当時ロシア帝国領のコヴノ（コブノ）、現在はリトアニア領のカウナスに生まれる。3歳の時、事故で左眼の視力を失う。10歳でフランスに移住し、21歳の時にフランス国籍を取得する。
成長するに従いピアノの才能を現し始め、郷土の先輩モーリッツ・モシュコフスキーに師事した。その後、アルフレッド・コルトーを尊敬し始め、師事した。はじめ「ショパン弾き」と呼ばれたが、1925年から1927年頃、ラヴェルの目の前にて、ラヴェルが作曲したピアノ曲ほとんど全てを弾いた。その時に、ラヴェル本人から譜面不表記の、裏の記号、指示など全てを教え込まれた。ラヴェルはピアニストに細かい指示を出すことがあまりないといわれ、かなり珍しいことと判断される。それ故に、ペルルミュテールは「ラヴェル弾き」と言われる。1950年代（モノラル）と1970年代（ステレオ）の2度にわたり、ラヴェルの全ピアノ曲をレコーディングしている（前者は2曲の協奏曲も含む）。ショパンやラヴェルのほかにも、ベートーヴェンやシューマンなど、ドイツ音楽も得意とした。1966年初来日、日本人の弟子（井上二葉、浜口奈々、田近完、横山幸雄、遠藤郁子など）が多いことでも知られる。2002年9月4日、パリの病院にて死去した。

## ラヴェル弾きとして
ペルルミュテールがラヴェル弾きとして果たした役割は非常に大きい。それはやはり、ラヴェル本人から曲についての様々な意図や解釈の仕方を完全に体得していることが一番の理由である。自身もラヴェルから教えられた、作品に込められた意図や表現について、インタビューに答えて普及に努め（オーケストラ編曲されていない『夜のガスパール』で、ラヴェルはオーケストラの楽器の響きを想定していたことなども語られている）、著書『ラヴェルによるラヴェル』を刊行している。
ラヴェルが1937年に死去した後、日本では著作権の関係で50年および戦時加算の10年で合計60年間、つまり1937年から約60年後の1997年頃までラヴェル作品の楽譜は非常に高価であった（一例として1991年当時の日本円価格で輸入版の『水の戯れ』1曲の楽譜が2800円）。著作権が消滅したとき、楽譜の編集者たちは曲についての細かい確認作業をする際、ペルルミュテールの演奏を参考にした。音楽之友社から出版されているラヴェルのピアノ曲集は、ペルルミュテール自身が校訂したものを採用している。それほど、彼の演奏・解釈自体が作曲者の意図を忠実に表現しているという信用度が非常に高いのである。